# La Vengeance d'une femme (film, 2012)
Pour le film de 1990, voir La Vengeance d'une femme (film, 1990).
Pour plus de détails, voir Fiche technique et Distribution.
La Vengeance d'une femme (A Vingança de Uma Mulher) est un film portugais réalisé par Rita Azevedo Gomes, sorti en 2012.

## Synopsis
Roberto rencontre une prostituée mystérieuse et découvre qu'elle est la duchesse de Sierra Leone.

## Fiche technique
- Titre : La Vengeance d'une femme
- Titre original : A Vingança de Uma Mulher
- Réalisation : Rita Azevedo Gomes
- Scénario : Rita Azevedo Gomes d'après la nouvelle du même nom de Jules-Amédée Barbey d'Aurevilly (in Les Diaboliques)
- Photographie : Acácio de Almeida
- Montage : Patricia Saramago
- Production : Isabel Machado et Christine Reeh
- Société de production : CRIM Produções
- Société de distribution : Capricci Films (France)
- Pays :  Portugal
- Genre : Drame et historique
- Durée : 100 minutes
- Dates de sortie : 
  - Portugal : 29 mars 2012
  - France : 19 novembre 2014

## Distribution
- Rita Durão : la duchesse
- Fernando Rodrigues : Roberto
- Hugo Tourita : le duc
- Duarte Martins : Estevo
- João Pedro Bénard : le narrateur
- Isabel Ruth : la femme

## Distinctions
Le film a été nommé pour deux prix Sophia.